# گهرلیکوی پشت‌بلوطی
گهرلیکوی پشت‌بلوطی (نام علمی: Ptilorrhoa castanonota) گونه‌ای از پرندگان خانواده Cinclosomatidae است که در گینه نو یافت می‌شود. زیستگاه طبیعی آن جنگل‌های دشت نمناک نیمه‌گرمسیری یا گرمسیری و جنگل‌های کوهستانی نمناک نیمه‌گرمسیری یا گرمسیری است.